# Trélévern
Trélévern (tiếng Breton: Trelêvern) là một xã của tỉnh Côtes-d’Armor, thuộc vùng Bretagne, tây bắc Pháp.

## Dân số
Người dân ở Trélévern được gọi là Trélévernais.